# Paias

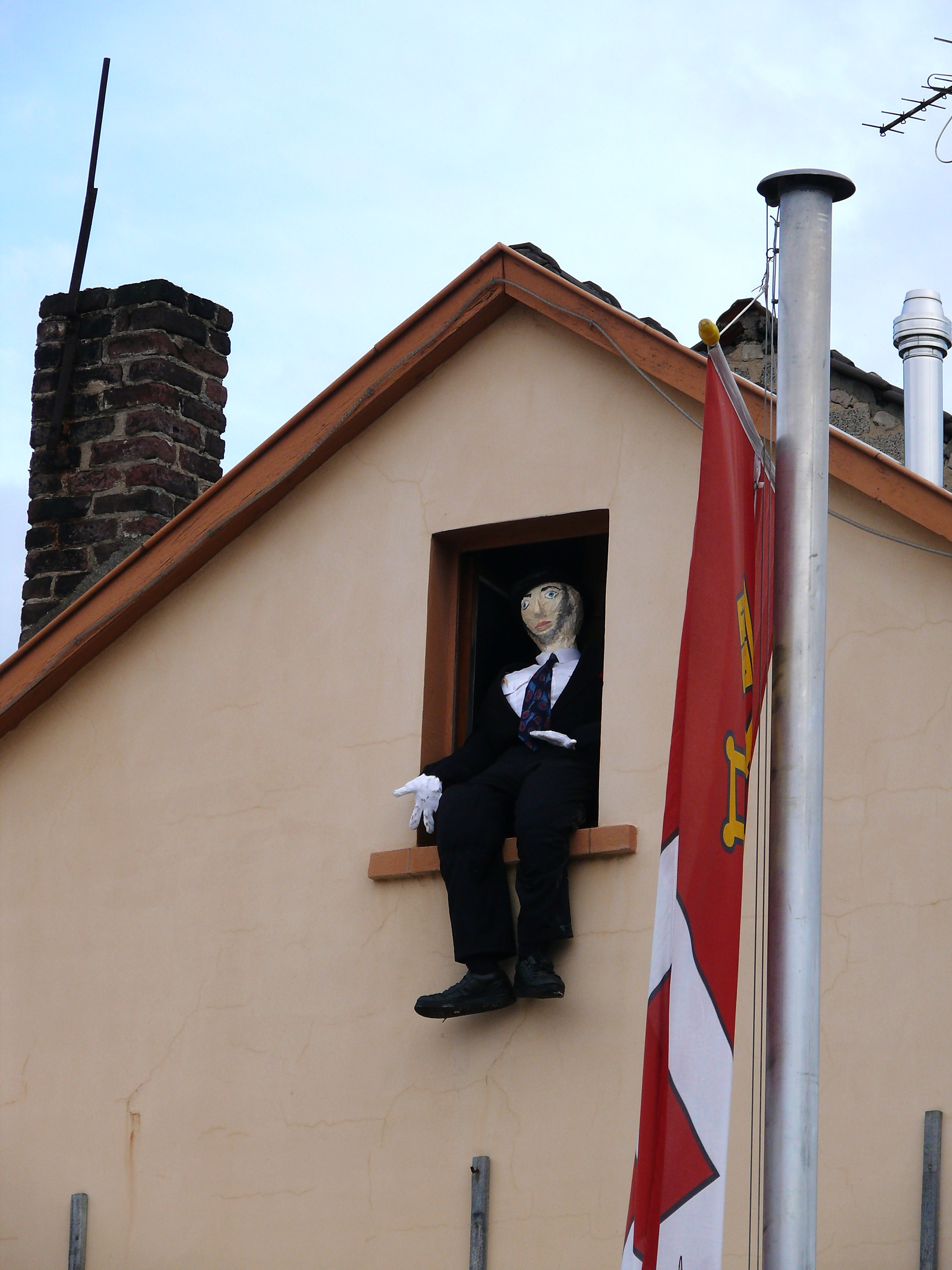
Der Zachheies in einem Giebelfenster während der Kirmes in Bonn-Lengsdorf

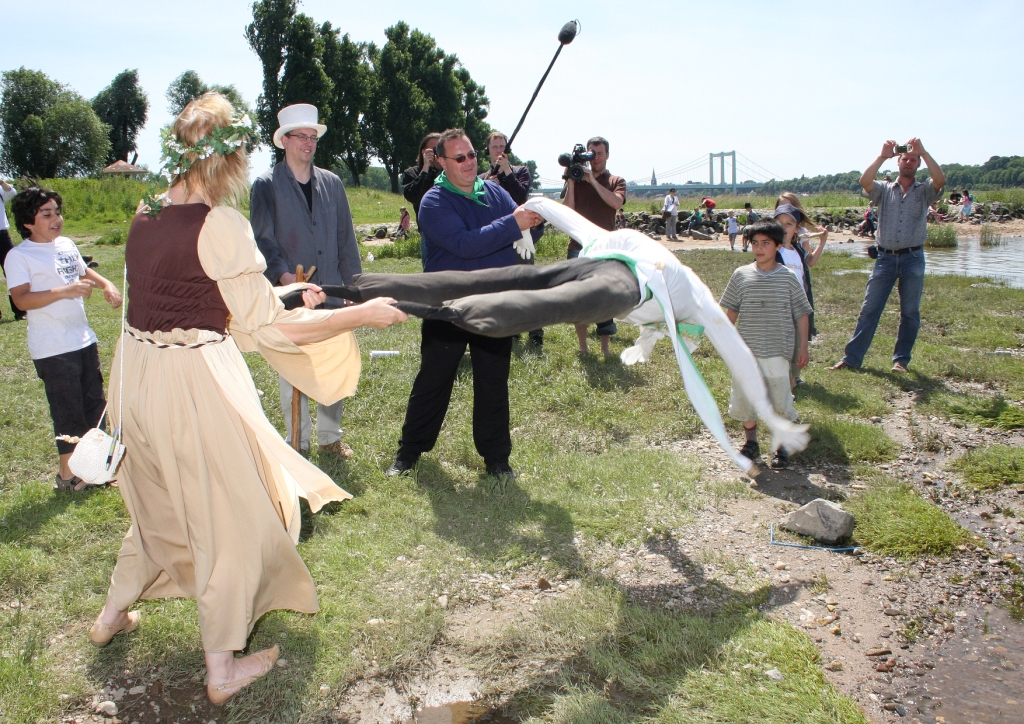
Nubbel wird in Köln-Poll vom Poller Maigeloog in den Rhein geworfen

Der Paias ist eine traditionelle Symbolfigur der rheinischen Kirmes. Er ist eine mit Stroh ausgestopfte und mit Lumpen bekleidete lebensgroße Puppe, die als Abbild der Possenreißer, die bereits im Mittelalter auf den Jahrmärkten zu finden waren, gelten kann. 
Der Name Paias leitet sich ab von französisch paillasse (Strohsack, im übertragenen Sinne aber auch Hampelmann, Hanswurst). Die Bezeichnung dürfte in der Zeit der französischen Besetzung um 1800 im Rheinland heimisch geworden sein, kennt man die Figur des paillasse doch auch in Südfrankreich. Im Französischen wurde das Wort für Strohsack auch zum Namen der italienischen Figur des Pagliaccio (Bajazzo) aus der Commedia dell’arte. Ähnliche, Fallas genannte Puppen spielen in einem gleichnamigen katalanischen Nationalfest eine wesentliche Rolle. 
Im Rheinland, im Ruhrgebiet und in der Zentralschweiz dient der Begriff Paias als verbreitetes Schimpfwort und bedeutet so viel wie Trottel oder Tollpatsch. Er wird dann auch als Paiaskopp benutzt, übertragen also Strohkopf. 
Neben „Kirmesmann“ oder Nubbel (so in Köln, wo er Teil des Karnevalsbrauchs ist) wird die Strohpuppe mancherorts auch als Zacheies bezeichnet und gibt sich damit als Verkörperung des im Evangelium des Kirchweihsonntags (Luk 19, 1-10) erwähnten kleinwüchsigen Oberzöllners Zachäus aus Jericho zu erkennen, der auf einen Baum kletterte, um den vorbeiziehenden Jesus sehen zu können. Weltliches und Geistliches sind somit in dieser Figur vereint.
Mit Späßen und unter Musikklängen wird der Paias heute noch oder wieder an vielen Orten zum Beginn der Kirmes in einem Köttzug der Junggesellen den Dorfbewohnern präsentiert, bevor man ihn im Giebel einer Gastwirtschaft aufhängt oder ihn (wie einst Zachäus) in einen Baum setzt, von dem aus er die Kirmestage über das fröhliche Treiben bewachen soll. Ihm können jedoch auch, wie einst dem damals häufig mit Vorurteilen bedachten „fahrenden Volk“, all die Missgeschicke und Schandtaten zugeschrieben werden, die sich während der Kirmes und darüber hinaus im gesamten vergangenen Jahr ereignen. Es erwartet den Paias dann eine Gerichtsverhandlung, die unweigerlich je nach örtlichen Traditionen und Gegebenheiten mit der Verbrennung, mit dem Versenken im Rhein oder schlicht mit dem Begraben endet und den rituellen Abschluss der Kirmes markiert.